# Pierre Brambilla
Pierre Brambilla (Villarbeney, 12 maggio 1919 – Saint-Martin-le-Vinoux, 13 febbraio 1984) è stato un ciclista su strada e dirigente sportivo italiano naturalizzato francese.
Professionista dal 1939 al 1952, conta una vittoria di tappa alla Vuelta a España e il successo nella Classifica scalatori al Tour de France.

## Carriera
Nato in Svizzera e inizialmente di nazionalità italiana, era nipote del ciclista brianzolo Cesare Brambilla.
Si mise in luce in Francia ancor prima di passare professionista e i risultati del 1939, tra cui la vittoria nella Lione-Grenoble-Lione, non fecero che confermare la sua fama. Si impose come corridore da corse a tappe (nel 1942 vinse l'undicesima tappa alla Vuelta a España) e come discreto scalatore, affermandosi nel 1943 nelle scalate del Mont Chauve, del Mont Ventoux e nel Tour de la Haute-Savoie.
Nel 1947 partecipò con la nazionale italiana al Tour de France: maglia gialla prima dell'ultima tappa, 269 chilometri da Caen a Parigi, fu vittima di una piccola crisi e dell'attacco unito Robic-Fachleitner-Teisseire, terminò trentaquattresimo e scese al terzo posto della generale. Si impose, tuttavia, nella classifica scalatori.
Non ottenne più risultati di rilievo da allora, terminando ancora undicesimo al Tour de France 1950 e quarto al Critérium du Dauphiné Libéré dello stesso anno e poi più nulla. Nel 1949 con decreto presidenziale ottenne la cittadinanza francese.
Dopo il ritiro fu direttore sportivo per sei stagioni alla Liberia-Hutchinson, poi Liberia-Grammont.

## Palmarès
- 1939

1ª tappa, 1ª semitappa Lione-Grenoble-Lione
Classifica generale Lione-Grenoble-Lione
- 1942

2ª tappa Quatre Jours de la Route du Dauphinois
11ª tappa Vuelta a España
- 1943

Tour de Haute-Savoie
Grand Prix d'Esperaza
Mont Chauve
Circuit du Mont Ventoux
- 1945

Annecy-Grenoble-Annecy
- 1946

Classifica generale Tour de l'Ouest
- 1947

Paris-Clermont Ferrand
- 1950

4ª tappa Circuit de la Côte d'Or

### Altri successi
- 1941

Circuit du Montluçon
- 1942

Classifica scalatori Circuit de France
- 1947

Classifica scalatori Tour de France

## Piazzamenti

### Grandi giri
- Tour de France

1947: 3º
1948: ritirato (13ª tappa)
1949: 26º
1950: 11º
1951: 36º
- Vuelta a España

1942: 17º

### Classiche
- Milano-Sanremo

1949: 20º
- Parigi-Roubaix

1943: 14º
1947: 18º
1951: 51º
1952: 69º
- Giro di Lombardia

1947: 45º
1949: 42º
1950: 68º